# 韋爾比夫卡 (奧拉季夫區)
49°17′27″N 29°26′19″E / 49.29083°N 29.43861°E
韋爾比夫卡（烏克蘭語：Вербівка），是烏克蘭的村落，位於該國西南部文尼察州，由文尼察區負責管轄，始建於1900年，面積1.62平方公里，海拔高度217米，2001年人口430，人口密度每平方公里265.6人。